# Wojciech Karpiński

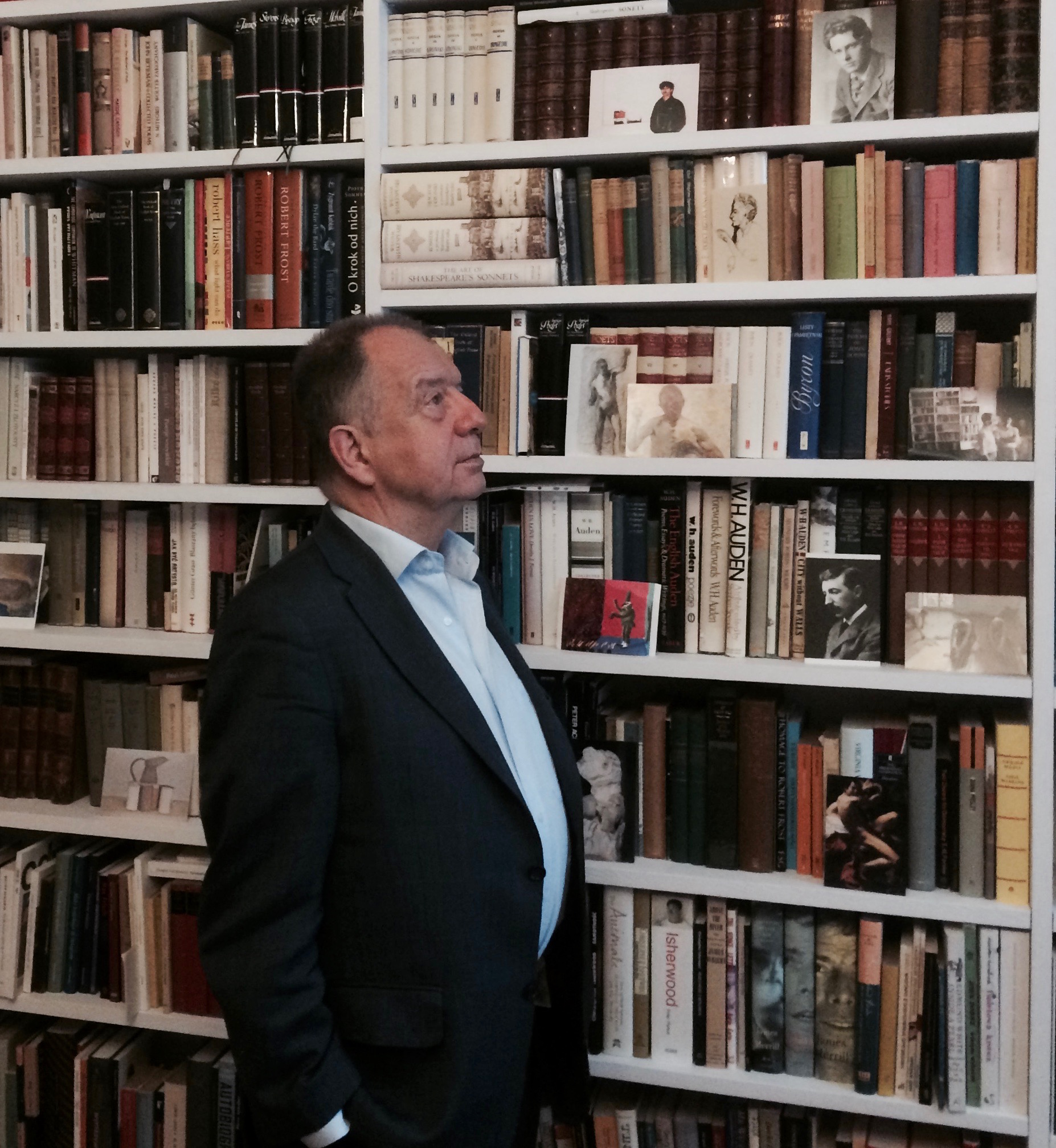
Wojciech Karpiński

Pour les articles homonymes, voir Karpinski.
Wojciech Karpiński , né le 11 mai 1943 à Varsovie et mort le 18 août 2020 à Paris, est un écrivain polonais, historien des idées et critique littéraire.

## Biographie
Il achève en 1966 des études de langues romanes à l'Université de Varsovie où il étudie ensuite la philosophie, puis enseigne à partir de 1967. Dans les années 1960, il se lie au milieu de la revue de l’émigration Kultura où il publie à partir de 1970 en signant ses essais d’un pseudonyme afin d’échapper à la répression des autorités de Pologne Populaire.
Lors de voyages en Occident entrepris dans les années 1960, il fait la connaissance personnelle de ces auteurs qu’il décrit comme « écrivains de grand chemin » : Aleksander Wat, Konstanty A. Jeleński, Józef Czapski, Witold Gombrowicz, Gustaw Herling-Grudziński, Jerzy Stempowski, Czesław Miłosz ; il se fait à partir de là le vulgarisateur et commentateur de leurs œuvres.
Il se lie à la fin des années 1960 à l’opposition démocratique en Pologne. Il obtient un doctorat en 1970, mais il est écarté la même année de l’Université en raison de la condamnation de son frère Jakub Karpiński par un tribunal de la Pologne communiste lors d’un procès politique (affaire de contrebande de livres interdits, dite « des alpinistes »). Il travaille dans les années 1971–1973 à l’Académie polonaise des sciences. Au milieu des années 1970, il collabore à une des rares revues indépendantes du gouvernement, Tygodnik Powszechny, où il écrit sur la littérature et l’histoire des idées. En 1974, il devient membre de la rédaction du plus important mensuel littéraire polonais Twórczość. En 1975, il signe la « Lettre des 59 » contre les changements constitutionnels  qui ont pour but d’assurer une totale dépendance de la Pologne à l’URSS. Il crée ensuite avec Zdzisław Najder l’Entente Indépendantiste de Pologne. En 1979, il fonde avec Marcin Król la revue indépendante Res Publica.
Il est membre de Solidarność dès 1980. Il part aux États-Unis en 1981 à l’invitation du U.S. Bureau of Educational and Cultural Affairs. Après l’instauration de l’état de guerre, il figure sur la liste officielle des « militants extrémistes de Solidarność et autres organisations illégales à interner » publiée par le quotidien gouvernemental Trybuna Ludu (17 décembre 1981). Il devient la même année cofondateur du Committee in Support of Solidarity à New York.
En 1982, il donne des cours au département de sciences politiques de la Yale University. En mars 1982, il témoigne sur la répression en Pologne Populaire devant la Commission des Affaires étrangères du Sénat des États-Unis. Dans les années 1982–2002, il est membre du comité exécutif du Fonds d’aide aux lettres polonaises indépendantes à Paris. À partir de 1982, il est membre de la rédaction de la revue littéraire Zeszyty Literackie (Cahiers littéraires, revue fondée à Paris au moment de l’état de guerre en Pologne).
Il s’installe en France en 1982, et travaille dans les années 1982–2008 au Centre national de la recherche scientifique à Paris. Il enseigne également à l’Université du Texas à Austin (1990), et à la New York University (1994–1995).

## Œuvre
Il débute en 1964 par un essai sur François de La Rochefoucauld. Il publie ensuite notamment dans Kultura, Res Publica, Tygodnik Powszechny, Znak, Zeszyty Literackie, Gazeta Wyborcza. 
Il réussit malgré la censure à faire passer des textes sur des écrivains de l’émigration interdits en Pologne Populaire, entre autres Gustaw Herling-Grudziński, Konstanty A. Jeleński et Witold Gombrowicz. Il mène à bien l’édition en Pologne d’un volume d’essais de Jerzy Stempowski, et celle d’une première publication officielles d’essais de Konstanty A. Jeleński.
Il publie en 1974 un livre avec Marcin Król, Silhouettes politiques du XIXe siècle, un des ouvrages les plus débattus dans les cercles de l’opposition démocratique de la deuxième moitié des années 1970. Il développe ses considérations sur la philosophie politique, la démocratie et la liberté dans des livres Esquisses sur la liberté (1980), Le Débat slave (1981), L’Ombre de Metternich (1982), Histoire privée de la liberté (1997).
Wojciech Karpiński ouvre en 1980 avec le texte Central Park, publié en samizdat, un cycle d’ouvrages sur des écrivains de l’émigration polonaise (Józef Czapski, Czesław Miłosz, Witold Gombrowicz, Gustaw Herling-Grudziński, Konstanty A. Jeleński, Jerzy Stempowski, Aleksander Wat), ainsi que des écrivains et artistes d’un cercle plus large (Nicola Chiaromonte, Balthus, David Hockney, Thomas Mann, Vladimir Nabokov, Alexandre Soljenitsyne). D’autres ouvrages reprendront cette problématique, notamment Ces Livres de grand chemin (1988), Le Blason de l’exil (1982), Visages (2012).
Deux biographies d’artistes occupent une place particulière dans son œuvre : une biographie picturale et spirituelle de Vincent van Gogh (La Pipe de van Gogh, 1994), ainsi qu’un livre consacré à Józef Czapski à qui il est lié par une longue amitié (Portrait de Czapski, 1996). Wojciech Karpiński lui a également consacré de nombreux essais spécifiques, et il a élaboré l’édition française d’un choix de ses écrits (Józef Czapski, L'Art et la vie, 2002) et des lettres de Konstanty A. Jeleński à Józef Czapski (Lettres de Corse, 2003). Il a également et à de multiples reprises écrit sur le peintre et performer Krzysztof Jung. Il a publié en 2016 un livre, Henryk, une biographie en genres littéraires multiples (essai, reportage, journal) consacrée à Henryk Krzeczkowski.
L’ouvrage Mémoire d’Italie, publié en 1982, a fait suite à un voyage de Wojciech Karpiński dans ce pays en 1972 ; il avait été primitivement imprimé par fragments dans les colonnes de la revue Twórczość. Après la lecture de ces essais, Jarosław Iwaszkiewicz a dédié à Wojciech Karpiński le poème Le Pape à Ancône,. Ce recueil fut aussi dès sa publication commenté par Gustaw Herling-Grudziński. Alors qu’il travaillait à son livre, Wojciech Karpiński fait à Rome la connaissance de Miriam Chiaromonte, la veuve de l’écrivain italien Nicola Chiaromonte sur qui il a beaucoup écrit, publiant ses inédits et le traduisant en polonais. Wojciech Karpiński a continué à écrire sur l’histoire de la culture et de l’art sous la forme d’essais de voyages dans ses livres Ombres américaines (1982) et Images de Londres (2014).
Il a publié dans les années 1980 des entretiens-fleuves avec Leszek Kołakowski et Alain Besançon. Il a consacré de plus à Leszek Kołakowski des essais inclus dans Le Blason de l’exil (1989), et prononcé son éloge à l’occasion de la remise du prix européen Erasmus Prize (publié dans European Liberty. Four Essays on the Occasion of the 25th Anniversary of the Erasmus Prize Foundation. Raymond Aron, Isaiah Berlin, Leszek Kołakowski, Marguerite Yourcenar, La Haye, 1983).
Il meurt le 18 août 2020 à Paris, à l'âge de 77 ans.

## Ascendance
Fils de l’architecte Zbigniew Karpiński, petit-fils de Wojciech Zatwarnicki (1874–1948) qui avait au cours de la Deuxième Guerre mondiale ouvert dans sa propriété une ferme où des Juifs du ghetto de Varsovie ont trouvé refuge.

## Décorations et distinctions
- Officier de l’Ordre Polonia Restituta (2012)

## Prix et récompenses
- Prix littéraire de la fondation Kościelski (1975)
- Ingram Merrill Award (1977)
- Prix Herminia Naglerowa de l’Union des écrivains polonais en émigration (1984)
- Prix Zygmunt Hertz de Kultura (1989)
- Prix de la Fondation Alfred Jurzykowski (1989)
- Prix du ministère de la Culture de la République de Pologne (2004)
- Prix Włada Majewska de l’Union des écrivains polonais en émigration (2013)

## Ouvrages

### Ouvrages disponibles en langue française
- Ces livres de grand chemin, Montricher: Noir sur Blanc, 1992.
- Portrait de Czapski, Lausanne: L’Âge d’Homme, 2003.

### Ouvrages en langue polonaise
- Od Mochnackiego do Piłsudskiego. Sylwetki polityczne XIX wieku (Silhouettes politiques du XIXe siècle) Cracovie 1974.
- Szkice o wolności (Esquisses sur la liberté) Chicago 1980.
- W Central Parku (Central Park) Varsovie 1980.
- Słowiański spór (Le Débat slave) Cracovie 1981.
- Cień Metternicha (L’Ombre de Metternich), Varsovie 1982.
- Pamięć Włoch (Mémoire d’Italie) Cracovie 1982.
- Amerykańskie cienie (Ombres américaines), Paris 1983.
- Książki zbójeckie (Ces Livres de grand chemin) Londres 1988.
- Herb Wygnania (Le Blason de l’exil), Paris 1989.
- Fajka van Gogha (La Pipe de van Gogh), Wrocław 1994.
- Portret Czapskiego (Portrait de Czapski), Wrocław 1996.
- Prywatna historia wolności (Histoire privée de la liberté), Varsovie 1997.
- Twarze (Visages) Varsovie 2012.
- Obrazy Londynu (Images de Londres) Varsovie 2014.
- Henryk, Varsovie 2016.
- Szkice sekretne (Essais secrets), Varsovie 2017.
- 120 dni Kultury (Les 120 journées de culture), Varsovie–Paris, 2020.

### Entretiens
- Avec Leszek Kołakowski (Nie wierzę w zwycięstwo totalitaryzmu), Varsovie 1983.
- Avec Alain Besançon (Wojciech Karpiński rozmawia z Alainem Besançonem), Varsovie 1983.

### Ouvrages sous la direction de Wojciech Karpiński (choix)
- Antologia współczesnej krytyki literackiej we Francji (Anthologie de la critique littéraire contemporaine en France) Varsovie 1974.
- Madame de Sévigné Listy (Lettres) Varsovie 1981.
- Jerzy Stempowski Eseje (Essais) Cracovie 1984.
- Witold Gombrowicz, Diary, Northwestern University Press, 1988 (introduction).
- Constantin Jeleński Szkice (Essais) Cracovie 1990.
- Jerzy Giedroyc, Constantin Jeleński Listy 1950–1987 (Lettres 1950–1987) Varsovie 1995.
- Joseph Czapski L’Art et la vie, Paris 2002.
- Jerzy Stempowski, Notes pour une ombre; suivi de Notes d'un voyage dans le Dauphiné, Montricher 2004 (préface).
- Nicola Chiaromonte Fra me e te la verità. Lettere a Muska, Forli 2013.
- Joseph Czapski Proust a Grjazovec, conferenze clandestine, Milan 2015 (introduction).
- Krzysztof Jung : Peintures, dessins, photographies, Paris 2017.
- Krzysztof Jung The Male Nude / Der männliche Akt, Berlin 2019.